# 32808 Bischoff
32808 Bischoff è un asteroide della fascia principale. Scoperto nel 1990, presenta un'orbita caratterizzata da un semiasse maggiore pari a 3,1210604 UA e da un'eccentricità di 0,1155240, inclinata di 4,89250° rispetto all'eclittica.